# 1973 (альбом)
1973 — второй студийный альбом голландского дарк-эмбиент-проекта Seirom, выпущенный 9 ноября 2012 на лейбле Aurora Borealis.

## Отзывы критиков
| Оценки критиков | Оценки критиков |
| Источник        | Оценка          |
| --------------- | --------------- |
| The Skinny      | [ 1 ]           |
| Metal Storm     | без оценки      |

Рецензент The Skinny Сэм Вайсман сказал: «Де Йонг создаёт этот галлюцинаторный эффект, сочетая абстрактные пост-шугейзовые стены шума, которые используют такие группы, как Birchville Cat Motel и Yellow Swans, с непрекращающейся, низкочастотной блэк-металлической перкуссией. Гитары также погребены под постоянно присутствующими, мечтательными синтезаторными мелодиями, которые являются ключом к неземному характеру альбома. 1973 тем самым низвергает инструменты блэк-метала, успешно создавая ощущение духовности, возвышенности и света».

## Список композиций
| №  | Название                  | Длительность |
| -- | ------------------------- | ------------ |
| 1. | «Strands of Golden Light» | 7:49         |
| 2. | «Never So Lost»           | 6:10         |
| 3. | «As Hills»                | 6:58         |
| 4. | «1973»                    | 4:36         |
| 5. | «Forever»                 | 3:23         |
| 6. | «My Dear»                 | 5:41         |
| 7. | «At Night»                | 6:03         |
| 8. | «November»                | 6:09         |

| №  | Название                            | Длительность |
| -- | ----------------------------------- | ------------ |
| 1. | «To Disappear»                      | 3:29         |
| 2. | «Never Want to Feel That Way Again» | 7:25         |
| 3. | «Deep Still Silent Earth»           | 7:49         |
| 4. | «Change»                            | 4:27         |
| 5. | «Nur Dast bist du»                  | 6:56         |
| 6. | «For Black Hearts»                  | 8:39         |
| 7. | «Experience the Light»              | 6:05         |

## Участники записи
- Маурис де Йонг — вокал, инструменты, запись, сведение, обложка
- Аарон Мартин — виолончель

## История выпуска
| Регион | Дата | Лейбл           | Формат    | Номер в каталоге |
| ------ | ---- | --------------- | --------- | ---------------- |
| США    | 2012 | Aurora Borealis | CD, винил | ABX058           |